# 24 Capricorni
24 Capricorni, som är stjärnans Flamsteed-beteckning, är en ensam stjärna, belägen i den södra delen av stjärnbilden Stenbocken och har även variabelbeteckningen A Capricorni. Den har en högsta skenbar magnitud på 4,49 och är synlig för blotta ögat där ljusföroreningar ej förekommer. Baserat på parallaxmätning inom Hipparcosuppdraget på ca 7,2 mas, beräknas den befinna sig på ett avstånd på ca 460 ljusår (ca 140 parsek) från solen. Den rör sig bort från solen med en heliocentrisk radialhastighet på ca 32 km/s.

## Egenskaper
24 Capricorni är en röd till orange jättestjärna av spektralklass M1-III som för närvarande befinner sig på den asymptotiska jättegrenen (AGB-stjärna) och har förbrukat förrådet av väte i dess kärna. Den har en radie som är ca 54 solradier och utsänder från dess fotosfär ca 611 gånger mera energi än solen vid en effektiv temperatur av ca 3 900 K.
24 Capricorni har en mikrovariabilitet av 0,068 magnitud med en period av 0,064 dygn.